# ART Engineering

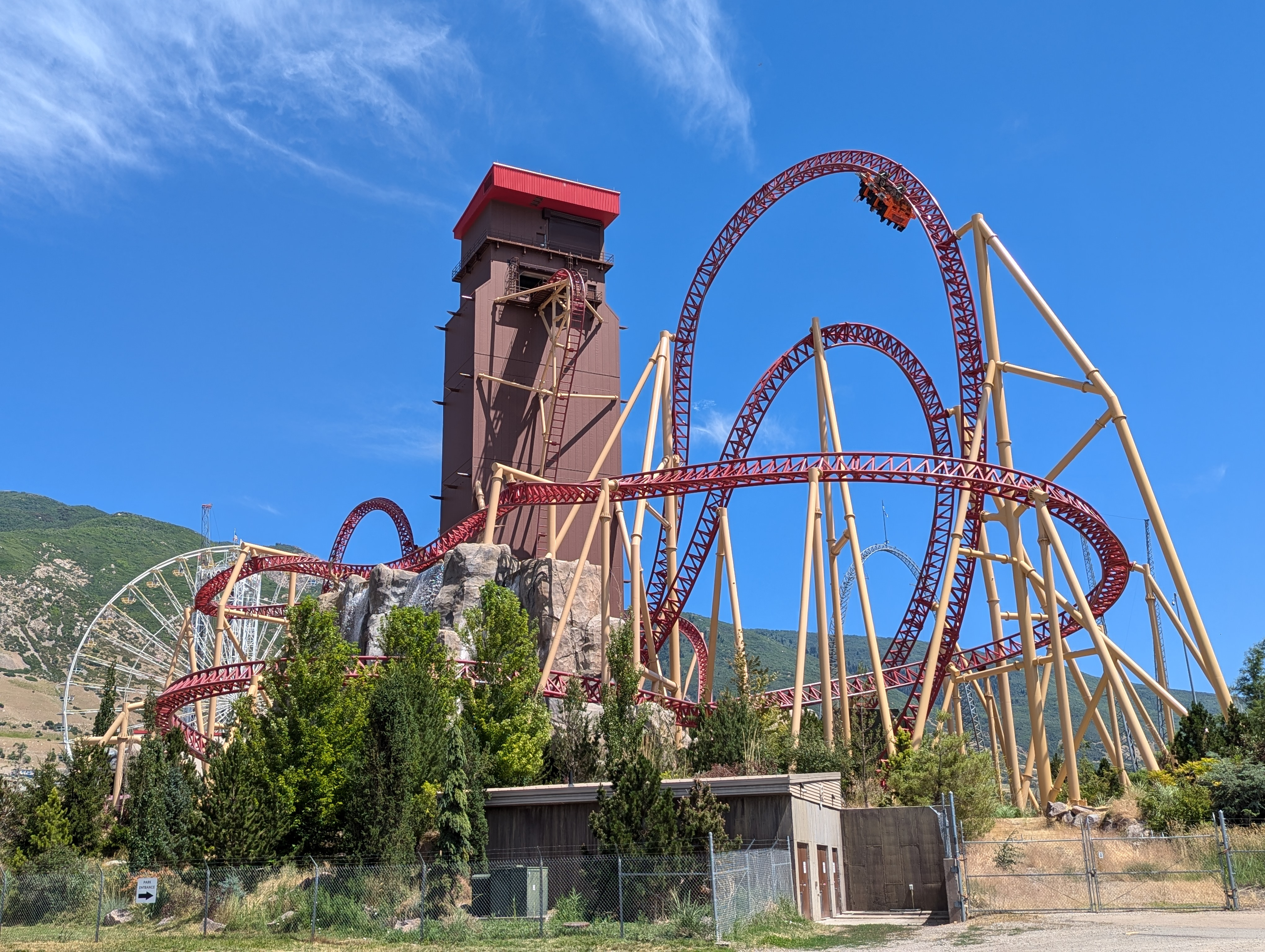
Achterbahn Cannibal im Freizeitpark Lagoon

ART Engineering ist ein deutscher Hersteller von Achterbahnen, Fahrgeschäften, Kunstobjekten und Sonderanfertigungen im Bereich Maschinen- und Anlagenbau.

## Geschichte
Das Unternehmen wurde 2003 in einem Keller gegründet. 2007 wurde mit dem Flower Carousel im Wild- und Freizeitpark Klotten die erste Attraktion für einen Freizeitpark gebaut. Im Jahr 2011 eröffnete die erste Familienachterbahn Bombora im amerikanischen Lagoon. 2015 wurde dann der erste Mega Coaster Cannibal ebenfalls im Lagoon eröffnet. Neben den Fahrgeschäften werden auch Sonderanfertigungen hergestellt. So wurde 2008 die Skulptur Man & Woman und 2012 eine Bremsentestanlage für Continental gebaut.

## Fahrgeschäftsmodelle

### Achterbahnen

#### Kiddie Coaster
| Name               | Park             | Land                   | Öffnungsjahr |
| ------------------ | ---------------- | ---------------------- | ------------ |
| Ba-a-a Express     | Europa-Park      | Deutschland            | 2016         |
| DUPLO Dino Coaster | Legoland Windsor | Vereinigtes Königreich | 2020         |

#### Family Coaster
| Name                                | Modell                      | Park                         | Land               | Öffnungsjahr  |
| ----------------------------------- | --------------------------- | ---------------------------- | ------------------ | ------------- |
| Bombora                             | Family Coaster              | Lagoon                       | Vereinigte Staaten | 2011          |
| Mine 1771                           | Family Coaster              | Dreamwood                    | Ukraine            | 2018          |
| Noisette Express                    | Family Coaster              | Nigloland                    | Frankreich         | 2020          |
| Fridolin's verrückter Zauberexpress | Family Launch Coaster       | Fantasiana                   | Österreich         | 2021          |
| Snoopy's Racing Railway             | Family Launch Coaster       | Canada's Wonderland          | Kanada             | 2023          |
| Wichtelexpress                      | Family Coaster              | Traumland auf der Bärenhöhle | Deutschland        | 2024          |
| Braus & Saus                        | Family Spike Launch Coaster | Potts Park                   | Deutschland        | 2025          |
| Snoopy’s Racing Railway             | Family Launch Coaster       | Carowinds                    | Vereinigte Staaten | 2025 (im Bau) |
| Bibi and Tina                       | Family Launch Coaster       | Bibi & Tina Freizeitpark     | Deutschland        | 2026 (im Bau) |
| Unbekannt                           | Family Launch Coaster       | Holland-Park                 | Deutschland        | 2026 (im Bau) |

#### Interactive Coaster
| Name                       | Park                | Land               | Öffnungsjahr |
| -------------------------- | ------------------- | ------------------ | ------------ |
| Wonder Mountain's Guardian | Canada's Wonderland | Kanada             | 2014         |
| Primordial                 | Lagoon              | Vereinigte Staaten | 2023         |

#### Mega Coaster
| Name     | Park   | Land               | Öffnungsjahr |
| -------- | ------ | ------------------ | ------------ |
| Cannibal | Lagoon | Vereinigte Staaten | 2015         |

### Fahrgeschäfte

#### Wild Swing
| Name                          | Park                       | Land               | Öffnungsjahr  |
| ----------------------------- | -------------------------- | ------------------ | ------------- |
| Pendula                       | Fantasiana                 | Österreich         | 2022          |
| Klippenschleuder              | Potts Park                 | Deutschland        | 2022          |
| Wetter-Umschwung              | Karls Erlebnis-Dorf Elstal | Deutschland        | 2023          |
| Wilde Gautsche                | Tripsdrill                 | Deutschland        | 2024          |
| Azurgo                        | Familypark                 | Österreich         | 2024          |
| Hydro Dynamo                  | Futuroscope                | Frankreich         | 2024          |
| Latający Holender             | Majaland Gdańsk            | Polen              | 2024          |
| Großer Adlers freier Flug     | Fort Fun Abenteuerland     | Deutschland        | 2025 (im Bau) |
| HehnaHutschn                  | Bayern-Park                | Deutschland        | 2025 (im Bau) |
| Wickie’s Whirlwind            | Plopsaland De Panne        | Belgien            | 2025 (im Bau) |
| Steamworx                     | Lagoon                     | Vereinigte Staaten | 2025          |
| Aqualuna & die Wunschschaukel | Freizeitpark Plohn         | Deutschland        | 2025          |
| Bourdon Balançoire            | Plopsa Coo                 | Belgien            | 2025          |
| Unbekannt                     | Avonturenpark Hellendoorn  | Niederlande        | 2026 (im Bau) |

#### Dark Ride
| Name                            | Park                           | Land                   | Öffnungsjahr |
| ------------------------------- | ------------------------------ | ---------------------- | ------------ |
| Lego NINJAGO The Ride           | Legoland, New York             | Vereinigte Staaten     | 2021         |
| Lego NINJAGO The Ride           | Legoland Deutschland           | Deutschland            | 2017         |
| Lego NINJAGO The Ride           | Legoland Florida Resort        | Vereinigte Staaten     | 2017         |
| Lego NINJAGO The Ride           | Legoland, California           | Vereinigte Staaten     | 2016         |
| Lego NINJAGO The Ride           | Legoland Windsor               | Vereinigtes Königreich | 2017         |
| Lego NINJAGO The Ride           | Legoland Billund Resort        | Dänemark               | 2016         |
| Lego NINJAGO The Ride           | Legoland Malaysia              | Malaysia               | 2016         |
| Kunibert's Abenteuer            | Wild- und Freizeitpark Klotten | Deutschland            | 2020         |
| Larva's Space Adventure         | Jeju Shinhwa World             | Südkorea               | 2017         |
| Shooting Ride Farm de Bang Bang | Nagashima Spa Land             | Japan                  | 2019         |
| Dragon's Spell                  | Vinpearl Resort                | Vietnam                |              |
| Quelle:                         |                                |                        |              |

#### Flower Carousel
| Name                | Park                           | Land        | Öffnungsjahr |
| ------------------- | ------------------------------ | ----------- | ------------ |
| Klotti's Wasserspaß | Wild- und Freizeitpark Klotten | Deutschland | 2008         |
| Igel Karussell      | Traumland auf der Bärenhöhle   | Deutschland | 2022         |
| Igelkarussell       | Freizeitpark Lochmühle         | Deutschland | 2024         |
| Quelle:             |                                |             |              |

### Sonstiges

#### Sonderanfertigungen
- Bremsentestanlage für Continental[2]
- Kehrmaschinen Teststrecke für Kärcher[21]

#### Kunst
- Skulptur Man & Woman in Vietnam[1]
- Monument of 3 Powers in Georgien[22]

## Auszeichnungen
Die interaktive Dunkelachterbahn Primordial im Lagoon, welche ein Gemeinschaftsprojekt mit Triotech war, wurde mit dem ersten Platz des IAAPA Brass Ring Awards in der Kategorie „Major Ride/Attraction über 3 Mio. USD“ auf der IAAPA Expo in Orlando ausgezeichnet.
Außerdem gewannen die NINJAGO The Ride Dark Rides aus den Legoländern, welche ebenfalls in Zusammenarbeit mit Triotech entstanden, verschiedene Preise:
- 1. Platz des UK Theme Park Awards 2021 in der Kategorie: Bestes interaktives Fahrgeschäft[24]
- 2. Platz des parkscout/plus Award in der Kategorie: Deutschlands bestes neues Fahrgeschäft 2017[25]
- 3. Platz des European Star Award in der Kategorie: Europas bestes neues Fahrgeschäft 2017[26]
- 5. & 8. Platz des European Star Award in der Kategorie: Europas bester Dark Ride 2018[27] & 2019[28]

Zudem gewann der Family Launch Coaster Fridolin's verrückter Zauberexpress im Fantasiana in den Park World Excellence Awards in der Kategorie „Best Roller Coaster – Limited Budget“.